# Набег на германский конвой в Норчёпингской бухте
Набег на германский конвой в Норчёпингской бухте — морская операция (в терминах того времени — «крейсерская операция»), проведённая отрядом особого назначения из числа кораблей Императорского Балтийского флота на транспортных коммуникациях Германской империи в Балтийском море в июне 1916 года в ходе Первой мировой войны.
В результате просчётов при планировании и проведении операции поставленные цели не были достигнуты. В советской историографии значение операции и успехи русского флота были сильно преувеличены.

## Исторический фон

### Нейтральная Швеция и военно-экономическое значение германо-шведской торговли
Затянувшаяся война, принявшая для Германии характер войны на два фронта, усилила уязвимость германской экономики от импортируемого стратегического сырья, необходимого для работы германской военной промышленности. Морская блокада Германии, предпринятая Великобританией с самых первых дней войны, существенно сузила как географию импортных поставок, так и их объёмы.
В связи с этим возрастало военно-экономическое значение германской торговли с нейтральной Швецией, прежде всего поставок шведской железной руды в Германию, которые были возможны исключительно по Балтийскому морю. Историк Д. Ю. Козлов писал, что без преувеличения можно считать, что поддержание бесперебойного функционирования коммуникаций на Балтике переросло для Германии в проблему стратегического масштаба. Торговые пути протяжённостью до 700 миль, соединявшие балтийское побережье Германии с шведскими портами и проходившие в зоне досягаемости русских морских сил (расстояние от главной базы Ревель до шведского побережья в районе Ландсорта — около 190 миль), могли и должны были стать мишенью для Балтийского флота Российской империи, имевшего цель затруднения или полного пресечения морских перевозок.
К началу мировой войны за счёт собственных запасов Германия удовлетворяла лишь около 60 % потребностей своей промышленности в железной руде (причём месторождение в Лотарингии давало руду с низким содержанием железа), остальная часть поставлялась из Испании, Франции, России и Швеции. С началом войны Швеция, которая и до этого была крупнейшим поставщиком руды в Германию, осталась единственной страной, из которой было возможно продолжать поставки руды не только в Германию, но и в союзную немцам Австро-Венгрию. При этом Германия являлась крупнейшим покупателем шведской руды. Так, в 1913 году из 6440 тыс. т добытой в Швеции руды в Германию было экспортировано 77 % — 4977 тыс. т. В добывающую промышленность Швеции были вложены значительные германские капиталы. Именно шведская железная руда использовалась для производства стали для нужд военной промышленности, в том числе в военном кораблестроении. Эрих Людендорф писал, что без поставок руды из Швеции немцы не смогли бы развернуть «подводную войну» в опасных для Англии масштабах. А германский историк Гроос писал, что «Германия была в силах поддерживать свою боеспособность только до тех пор, пока были обеспечены пути подвоза шведской руды через Балтийское море».
По данным российской военно-морской разведки, в конце 1915 — начале 1916 годов германо-шведскую торговлю обслуживало свыше 250 торговых судов под германскими, шведскими и норвежскими флагами.
Агентурные сведения, полученные Морским генеральным штабом, свидетельствовали о заключении между Швецией и Германией специального соглашения, согласно которому шведский военно-морской флот обеспечивал охранение германских торговых судов в пределах шведских территориальных вод (три мили), что было весьма на руку германскому командованию, так как германская балтийская группировка испытывала ощутимый недостаток в эскортных силах. Кроме того, разведка Балтфлота докладывала, что шведы передавали в германский адмирал-штаб ценные сведения, касавшиеся присутствия российских и английских кораблей у своего побережья.
В то же время как Россия, так и Великобритания старались избежать недоразумений с нейтральной Швецией — через её территорию проходил транзит грузов Антанты. Опасаясь прерывания этого грузопотока в случае дипломатических или военных осложнений, российское правительство готово было даже мириться с тем, что из Швеции в Германию шёл реэкспорт российских товаров, закупаемых специально для таких целей шведскими коммерсантами.

### Ситуация на Балтийском театре военных действий к началу лета 1916 года
В кампанию 1916 года Германия перенесла центр тяжести своих военных усилий с Восточного на Западный фронт. В связи с этим боевые действия на Балтийском море приняли позиционный характер.

#### Балтийский флот
Первоочередные задачи Балтийского флота Российской империи на 1916 год, как и ранее, были сугубо оборонительными, и активные операции для «нанесения возможного вреда противнику» не должны были идти им в ущерб. Хотя российское верховное командование осознавало стратегическую важность для Германии железорудных поставок из Швеции, никаких планов по их нарушению не имелось. Российским подводным лодкам, как и прежде, ставились задачи уничтожения военных кораблей неприятеля, хотя балтийская кампания 1915 года показала их высокую эффективность в борьбе с торговым судоходством между шведскими и немецкими портами. Несмотря на то, что флот продолжил пополняться кораблями, что создавало благоприятные условия для организации широкомасштабных действий на германских морских коммуникациях, в «Плане активных операций» на кампанию 1916 года, самостоятельно составленном командованием Балтийского флота, задача нарушения морских перевозок Германии была отнесена к числу второстепенных и сформулирована общими фразами, без определения как цели и способов таких действий, так и выделяемых для решения этой задачи сил и средств. При этом сами действия на морских путях Германии рассматривались командованием Балтийского флота лишь с точки зрения возможности «выманить» в открытое море германские военные корабли, чтобы подставить их под удар сил Балтийского флота, а не с точки зрения нарушения германской морской торговли. При этом командование флота старалось лишний раз не провоцировать нейтральную Швецию действиями, которые могли бы быть расценены ею как недружественные — командирам кораблей предписывалось строго соблюдать её нейтралитет.

#### Германские силы Балтийского моря
Германскому флоту на навигацию 1916 года также ставились оборонительные задачи — «1) предотвратить энергичное выступление русских военно-морских сил, 2) оградить нашу торговлю от больших потерь, 3) не допустить прорыва английских подводных лодок в Балтийское море». После Ютландского сражения, прошедшего 31 мая — 1 июня 1916 года, немцы уже не могли усиливать свою балтийскую группировку кораблями Флота открытого моря, не помышляя более об активных действиях своего флота на Балтике.
С апреля 1916 года Германия ввела в действие систему морских конвоев при перевозке грузов вдоль побережья Швеции. Конвои из портов Швеции в Германию отправлялись три раза в неделю. Судам предписывалось при всякой возможности следовать внутри территориальных вод Швеции. Пунктами формирования конвоев были определены Либава, Свинемюнде, район плавучего маяка Гиедзер и южный выход из пролива Кальмарзунд. Торговым судам рекомендовалось закрашивать все знаки национальной принадлежности. Ещё со второй половины 1915 года на них начали устанавливать артиллерийские орудия. Командование германских сил Балтийского моря сформировало «флотилию охраны торгового судоходства», состоявшую из одиннадцати эскортных корабельных групп. Каждая группа состояла из трёх вооружённых траулеров. Вооружение этих кораблей было эффективным в бою с подводной лодкой, но не против больших русских надводных кораблей. Кроме эскортных групп к началу лета 1916 года были оснащены и задействованы в охране морских коммуникаций суда-ловушки «Германн» («Н»), «Кронпринц Вильгельм» («К»), «Александра» («А») и «Примула» («Р»), вооружённые 105-мм орудиями и нёсшие службу за пределами шведских территориальных вод.

## Постановка задачи. Создание отряда особого назначения
В первых числах июня 1916 года посольство Великобритании в Стокгольме сообщило русским коллегам о планируемой отправке из Швеции в Германию крупной партии железной руды — 84 тыс. тонн. Перевозки, по сообщениям англичан, планировались на 23 мая [5 июня], 28 мая [10 июня] и 31 мая [13 июня] из Стокгольма и Оклезунда на германских транспортах.
Русская разведка располагала сведениями, что такие конвои выходили, как правило, в светлое время суток и между 7 и 8 часами вечера находились в районе мыса Ландсорт, выходя на короткое время из территориальных вод Швеции.
На основании этой информации штабом командующего флотом Балтийского моря был разработан «План операции № 12», утверждённый командующим Балтфлотом адмиралом В. А. Каниным 26 мая [8 июня] 1916 года. Сформированному для решения поставленной задачи «отряду особого назначения» предписывалось «произвести обследование района Ландсорт — Готланд — северная оконечность острова Эланд с целью уничтожения обычно находящихся в этом районе дозорных и сторожевых судов и конвоиров и захвата или уничтожения неприятельских коммерческих судов, караван которых, в частности, с большим грузом железной руды должен выйти от Ландсорта к югу в 19-20 часов 28 мая».
Командование отрядом особого назначения было поручено начальнику 1-й бригады крейсеров контр-адмиралу П. Л. Трухачёву. В состав отряда были включены крейсера «Рюрик» (флаг Трухачёва, командир — капитан первого ранга А. М. Пышнов), «Олег» и «Богатырь»; четыре новейших «нефтяных» эскадренных миноносца (эсминца) — флагманский эсминец начальника минной дивизии «Новик» и три эсминца 1-го дивизиона «Гром», «Победитель», «Орфей»; восемь «угольных» эсминцев 6-го дивизиона эскадренных миноносцев «Стерегущий», «Страшный», «Украйна», «Войсковой», «Забайкалец», «Туркменец-Ставропольский», «Казанец» и «Донской казак». Начальник минной дивизии контр-адмирал А. В. Колчак получил предписание адмирала Канина о «вступлении в подчинение начальнику Отряда особого назначения на время выполнения операции № 12». Колчак оставил за собой командование корабельной ударной группой из «нефтяных» эсминцев.
Для прикрытия «отряда особого назначения» и, попутно, для уничтожения транспортов и военных кораблей неприятеля в юго-восточной части Балтийского моря разворачивались английские подводные лодки «Е19» и «Е9» и российские «Тигр», «Вепрь» и «Волк». С этой же задачей в Або-Аландский район были выдвинуты крейсера «Баян» и «Адмирал Макаров».
По «плану операции № 12» поиск и уничтожение обнаруженных кораблей противника предстояло провести в районе, расположенном между островом Готланд и побережьем материковой Швеции. Отряд особого назначения должен был, разделившись на две части, выйти к южной и северной границам означенного района и прочесать его на встречных направлениях. Крейсера и миноносцы 6-го дивизиона должны были выйти из Утё и, войдя в пролив между Готландом и шведским берегом, следовать в южном направлении вплоть до параллели северной оконечности острова Эланд. В свою очередь, группа нефтяных миноносцев под командованием А. В. Колчака должна была выйти от Дагерорта в пролив между островами Готска-Сандэ и Готланд, а затем повернуть к Эланду и оттуда следовать на север до встречи с основными силами П. Л. Трухачёва. После соединения двух групп поисковые действия прекращались и все корабли возвращались в места базирования.

## В море

### 28—30 мая [10—12 июня] 1916 года
Крейсера и 6-й дивизион эскадренных миноносцев снялись с якоря в Утё в 8:00 28 мая [10 июня]. Вскоре после этого отряд вошёл в полосу густого тумана и был вынужден остановить движение и встать на якорь. В 15:00 с разрешения командующего флотом отряд направился на рейд пункта маневренного базирования Балтийского флота Люм, расположенный на опушке финляндских шхер в районе Або.
У контр-адмирала Колчака дело также не заладилось: в 14:00 на эсминце «Новик» он в сопровождении эсминцев «Победитель» и «Орфей» (эсминец «Гром» не успел выйти из дока) вышел из Ревеля, но дошёл лишь до Дагерорта, где узнал о проблемах с погодой в отряде Трухачёва. Колчак, получивший от Трухачёва приказание «действовать по усмотрению», принял решение идти в Рогокюль. Эсминец «Орфей» также выбыл из состава отряда, так как в процессе перехода выяснилось, что корабль не может набрать назначенную скорость в 24 узла.
Таким образом, к вечеру первого дня похода к назначенным местам развёртывания выдвинулись только подводные лодки. Однако германская воздушная разведка обнаружила их в центральной части моря в первые же сутки. Английскую лодку «Е19» четырежды атаковали германские аэропланы. Их же атакам подверглась и русская подлодка «Волк». В ходе «Операции № 12» ни русским, ни английским подводным лодкам не удалось потопить или повредить неприятельские корабли, хотя несколько торпедных атак как по транспортам, так и по кораблям эскорта они предприняли — но ни одна из выпущенных торпед целей не поразила.
Корабли отряда особого назначения пробыли на якоре на рейде Люма до 31 мая [13 июня].

### 31 мая — 2 июня [13—15 июня] 1916 года
В 13:30 31 мая [13 июня] корабли отряда особого назначения снялись с якоря и все вместе (за прошедшие на якоре дни начальник отряда контр-адмирал Трухачёв изменил первоначальный план развёртывания кораблей у шведского побережья) отправились в район поиска неприятеля. Отряд сопровождали миноносцы седьмого дивизиона, которые были отпущены на базу около 18:00, когда группировка русских кораблей приблизилась к шведскому берегу.
Между тем около 21:00 германский конвой, состоящий из десяти «ценных рудовозов» под эскортом судна-ловушки «Германн» и трёх вооружённых траулеров из состава 5-й группы 1-й «флотилии охраны судоходства» под командованием лейтенанта резерва Пликерта (флаг на траулере «Вильям Юргенс»), вышел в южном направлении, растянувшись в кильватерной колонне вдоль шведского берега.
Опустившаяся ночь была тихой и ясной. В 22:00 группа нефтяных эскадренных миноносцев (эсминцев) «Новик», «Победитель» и «Гром» под командованием Колчака отделилась от основного отряда и, увеличив ход до 25 узлов, легла на курс 248°, ведущий в Норчёпингскую бухту. Начальник отряда Трухачёв проинструктировал Колчака, что в случае обнаружения неопознанных кораблей русским эсминцам необходимо будет попытаться отсечь их от шведского берега, чтобы не дать первым возможности скрыться под защитой шведских территориальных вод, а если будет определено, что корабли вражеские — «в первую очередь атаковать концевой вооружённый пароход». В 22:15 остальные корабли отряда подвернули влево на курс 215°.
В 23:15 и германские, и русские корабли отряда Колчака обнаружили на горизонте дымы друг друга, но оба отряда «оставались в неведении, противник перед ними или нейтральные корабли». Русские эсминцы, имея трёхкратное преимущество в скорости, быстро нагоняли группу этих кораблей. В 23:30 германский конвой вышел за пределы шведских территориальных вод юго-восточнее плавучего маяка Хевринге. В 23:33 Колчак приказал сделать предупредительный выстрел впереди по курсу концевого судна, хотя его корабли всё ещё оставались в кормовых курсовых углах германского конвоя. После прозвучавшего второго предупредительного выстрела командир конвоя Пликерт в 23:38 отдал команду транспортам уходить к шведскому берегу и выставил для их прикрытия дымовую завесу. Три же переоборудованных траулера, на вооружении которых было только по одной 88-мм пушке, развернулись навстречу русским кораблям и вступили с ними в бой. В этот момент Колчак принял сомнительное по мнению Д. Ю. Козлова с точки зрения тактической целесообразности решение, хотя и шедшее в полном соответствии с полученными заранее от Трухачёва инструкциями — вместо того, чтобы направиться вдогонку рудовозам, уклонившись от боя с тихоходными кораблями охранения, чья скорость не превышала 9 узлов, он решил вступить с ними в бой, преследуя целью «атаковать концевой вооружённый пароход», — который был судном-ловушкой «Германн».
После того как русские корабли дали несколько залпов и пустили две торпеды по «группе небольших судов, открывших по нам огонь», нападавшие прекратили огонь и были рассеяны, хотя русские снаряды и торпеды не причинили им вреда, а все три русских эсминца переключили всё своё внимание на судно «Германн», изображавшее, как и подобает судну-ловушке, отставший от конвоя транспорт. «Германн», постройки 1901 года, был углевозом грузовместимостью 2030 брт, который был переоборудован в судно-ловушку только двумя месяцами ранее — в апреле 1916 года. В этом качестве это был его первый выход в море. Хотя на его вооружении было четыре 105-мм орудия, он не смог оказать никакого сопротивления из-за слабой подготовки наспех составленного экипажа.
В первые же моменты боя артиллерийским огнём был разбит мостик «Германна» и уничтожены средства управления рулём, выведены из строя три орудия, перебит главный паропровод. Средняя часть судна загорелась. Часть экипажа, отсечённая в носовой части судна, во главе с командиром судна Хофманом покинула судно на спасательной шлюпке. Те же, кто был на корме, остались без командиров — «первый офицер» обер-лейтенант резерва Хайнрих был убит — и неорганизованно покидали судно, охваченное огнём. Однако «Германн», загруженный, как и подобает кораблю такого класса, непотопляемым материалом — в данном случае пустыми бочками, — всё никак не тонул. Тогда Колчак приказал добить судно торпедами. При этом русские моряки били по «Германну» практически в упор, не учтя, что предохранительное устройство на торпеде взводило ударник в боевое положение лишь после прохождения торпедой полутора кабельтовых. Из четырёх выпущенных торпед ни одна не взорвалась, попав в цель. Колчак даже решил, что на их корабле «мины не в порядке». Только после этого эсминец «Гром», отойдя примерно на восемь кабельтовых, пятой торпедой подорвал «Германн». Около часа ночи 1 [14] июня пароход затонул.
В море вокруг «Новика» находилось несколько десятков немецких моряков, которые, по свидетельству русского офицера, «плавали вокруг нас на различных обломках, разбитых шлюпках и просто в воде, неистово взывая о помощи». Лишь после того, как «Новик» поднял на борт девятерых членов экипажа «Германна», русские смогли установить тип судна, которое они атаковали и потопили. Из 86 человек экипажа германского вооружённого парохода погибли двадцать девять, девятеро были спасены русскими, остальные были подобраны немецкими и шведскими судами, подошедшими к месту боя позже. Русские миноносцы не стали тратить время на подъём немецких моряков из воды, а поспешили на соединение с силами прикрытия. То, что Колчак отказал немецким морякам с «Германна» в помощи, сам он объяснял тем, что «в это время… показались силуэты каких-то судов, и около нас стали падать снаряды». Контр-адмирал Пилкин в воспоминаниях писал об этом эпизоде так: «Из песни слова не выкинешь, и Колчак не поднял, после потопления неприятеля, плававших и цеплявшихся за его миноносец немцев. „Crime de guerre?“ Правда, была опасность от подводных лодок и надо было скорей уходить».
Тем временем крейсера и миноносцы отряда Трухачёва, находясь в 15 милях мористее развернувшихся событий, наблюдали на горизонте вспышки от выстрелов и слышали раскаты орудийных залпов, но оставались в неведении относительно происходящего в Норчёпингской бухте. Так и не предприняв никаких действий, не предусмотренных в заранее составленном плане, в 01:45 они строго по плану операции развернулись и легли на обратный курс. Примерно в 03:00 отряд обнаружил четыре парохода, остановил и досмотрел их, но они оказались шведскими торговыми судами. Примерно в 04:00 нефтяные эсминцы Колчака нагнали отряд Трухачёва, и далее оба отряда следовали вместе. На конечном участке перехода корабли следовали за противоминными тралами, так как существовала опасность от мин, выставленных германской подводной лодкой. На обратном пути русские корабли трижды совершали противолодочные маневры, уклоняясь от «обнаруженных» германских подлодок. Впрочем, согласно данным, опубликованным немецкими исследователями, в тот момент в Балтийском море находилась единственная германская подводная лодка «UB30», но и та была в районе острова Даго. 2 [15] июня отряд особого назначения был официально расформирован. К вечеру того же дня корабли ушли в свои базы, а ещё ранее — 1 [14] июня — в места базирования вернулись и подводные лодки, участвовавшие в операции № 12.

## Последующие события
Приняв во внимание полученный опыт и результаты «Операции № 12», командование Балтийского флота задумало «предпринять новый поиск в Норчёпингском районе крейсерами и миноносцами, имея целью нападение на конвой». Новый набег, в котором принял участие почти полностью обновлённый состав кораблей Балтфлота (из состава отряда особого назначения «Операции № 12» в новом набеге участвовали только эсминцы «Победитель» и «Гром»), состоялся спустя две недели после первого, однако его результаты были ещё более скромными, чем результаты операции 31 мая [13 июня].

## Последствия и оценки операции
Российскому флоту не удалось прервать или существенно затруднить грузовые перевозки между Германией и Швецией. При встрече с превосходящими силами русского флота германский флот, располагавший лишь импровизированными силами и средствами, решительно вступил в бой, перехватил тактическую инициативу и сумел успешно решить свою главную задачу — обеспечение безопасности транспортных судов с грузом стратегического сырья. С 23 июня 1916 года, то есть спустя всего десять дней после набега, германское командование увеличило число еженедельных конвоев из Свинемюнде к Ландсорту с трёх до шести.
Командование Балтийского флота с самого начала реально оценивало скромные результаты операции. В сводке сведений Морского штаба верховного главнокомандующего от 2 [15] июня 1916 года указывалось: «Пароходы были обстреляны миноносцами, но успели уйти в шведские воды». Командующий флотом доложил в Ставку 5 [18] июня: «Успеха развить не представилось возможным, так как пароходы, пользуясь временем боя с конвоем и темнотой, успели уйти в нейтральные воды». Как считало командование флотом, в результате операции «противник только усилил бдительность на торговых путях». Сам Колчак также верно оценивал результат операции и потери неприятеля — в январе 1920 года на допросе чрезвычайной следственной комиссии он показал, рассказывая об этом деле: «Я… ночью напал на караван, рассеял его и потопил конвоирующий его корабль». Однако уже 27 июля [10 августа] 1916 года командующий Балтийским флотом писал в Ставку Верховного главнокомандующего о результатах этой операции: «После удачного поиска в Норчёпингском районе крейсеров и миноносцев 1-го июня, закончившегося потоплением неприятельского вспомогательного крейсера „Херман“, двух вооружённых дозорных судов и, по-видимому, некоторого числа пароходов…». Данные о потопленных «пароходах» были взяты из шведских газет.
Исследователь Д. Ю. Козлов считал, что Колчак раскрыл себя и лишил русских внезапности, приказав сделать предупредительный выстрел впереди по курсу концевого судна. Исследователь А. С. Кручинин  этой связи отмечал, что некоторые современные историки выносят в связи с этой операцией Колчаку как флотоводцу «приговор», сетуя на скромность результатов операции (был потоплен один 2030-тонный транспорт, вооруженный четырьмя 105-мм пушками «Q-ship» «Германн»), и, сегодняшним днём «предписывая» ему отсечь идущий из Стокгольма караван от шведских вод, ставят в вину командующему эсминцами преждевременный «предупредительный выстрел впереди по курсу концевого судна», лишивший атаку внезапности и позволивший транспортам с рудой укрыться в территориальных водах нейтральной Швеции; сосредоточение огня своих эсминцев не на транспортах, а на кораблях охранения; несогласованность действий своей ударной группы с основными силами П. Л. Трухачева. Подобное теоретическое «переигрывание» прошедших сражений в свою очередь само подвергается критике — как не являющееся плодотворным методом. Критики Колчака, собственноручно указывая на близость территориальных вод нейтральной страны, не учитывают фактора значительной опасности атаковать вместо немцев нейтральных шведов в условиях, когда достоверность разведывательных данных, на основании которых была предпринята операция, могла находиться под вопросом. Между тем, именно исходя из этих соображений Колчак не захотел обходить караван со стороны чужой морской границы и вместо этого попытался предупредительным выстрелом остановить его для досмотра, а затем по той же причине не бросился догонять караван в направлении шведского берега. В этой операции Колчак-генштабист возобладал над Колчаком — любителем авантюр и «кавалерийских набегов» своих миноносцев: «…Я, имея в виду возможность встречи со шведскими судами… решил пожертвовать выгодой внезапности нападения и вызвать со стороны идущих судов какой-нибудь поступок, который дал бы мне право считать эти суда неприятельскими» — позднее признавался адмирал, который должен был находить выступление Швеции на стороне Германии довольно вероятным, а последствия этого события — достаточно тяжёлыми: кроме факторов морской войны, чего стоило одно увеличение протяжённости сухопутного русского фронта на всю длину границы Великого княжества Финляндского с его давними традициями недовольства русским владычеством.
В работах советских военно-морских историков данная операция оценивалась, несмотря на отдельные критические замечания, в целом удовлетворительно. Ещё в 1940—1950-е годы её изучение было включено в учебники по истории военно-морского искусства. Каноническим стало описание набега в сборнике «Флот в Первой мировой войне», выпущенном в 1964 году. В сборнике указывалось: «В ходе непродолжительного боя был потоплен вспомогательный крейсер „Герман“, два эскортных корабля (вооружённых траулера) и от двух до пяти транспортов… Остальные транспорты успели укрыться в территориальных водах Швеции». Более взвешенно подошёл к описанию боя советский историк Н. Б. Павлович, который в своём капитальном труде «Развитие тактики военно-морского флота» ограничился констатацией «положительных результатов» этой операции, достигнутых вопреки серьёзным просчётам в боевом управлении.
Германский морской историк Эрнст фон Гагерн (нем. Ernst von Gagern) приписывал успех германского эскорта и его командира лейтенанта Пликерта по сохранению транспортов исключительно «недостатку боевого опыта у командира русского корабельного отряда». С ним соглашаются российские историки Д. Ю. Козлов, Е. Ф. Подсобляев, В. Ю. Грибовский. Севастопольский исследователь Г. Н. Рыженок писал, что искать причину неуспеха русской операции нужно в том, что Колчак не пожелал «делить лавры победителя» с П. Л. Трухачёвым (именно Трухачёва сменил Колчак в должности начальника минной дивизии).
Некоторые советские и российские историки считали, что командир ударной группы нефтяных миноносцев А. В. Колчак принял неверное решение, начав атаку вооружённых судов неприятеля, а не преследование рудовозов, нарушив тем самым приказ командования и сорвав выполнение основной цели операции — «внезапным торпедно-артиллерийским ударом уничтожить основную цель — неприятельские транспорты с грузом ценного стратегического сырья».
С ними не согласны другие современные историки, в т.ч. исследователь М. А. Партала, который писал, что как советские, так и постсоветские исследователи с одной стороны игнорируют реальные документы оперативного планирования Балтийского флота, а с другой — экстраполируют весь накопленный к середине XX века опыт ведения войны на море на события лета 1916 года, что и приводит их к неверным оценкам и выводам. По мнению этого исследователя, анализ этих документов, относящихся к кампании 1916 года, как и к морским кампаниям двух предшествующих лет, свидетельствует о том, что командование Балтийского флота своей основной целью ставило уничтожение военной силы противника на море. Таким образом, набеговая операция июня 1916 года также описывается Партала как вспомогательная операция «прежде всего диверсионного или демонстративного характера», которая в случае её успеха должна была бы заставить противника вывести в море более крупные силы, чтобы подставить их под удар русских кораблей и подводных лодок. В таком случае действия Колчака, хотя и были лишены творческой инициативы, но полностью подчинены выполнению главной задачи Балтийского флота — уничтожению военной силы неприятеля, при этом Колчак чётко следовал полученным от штаба флота инструкциям.

## Исторические мифы
В советской научно-исторической литературе был широко распространён миф, что в результате набега был потоплен «германский вспомогательный крейсер», два эскортных корабля и от двух до пяти рудовозов. Многие постсоветские исследователи не утруждали себя перепроверкой этих сведений и тиражировали эту дезинформацию в собственных работах, увидевших свет и в XXI веке.
Впервые в советской научной литературе информация об этом появилась в коллективном труде «Флот в первой мировой войне», вышедшем в 1964 году. В том же году в Федеративной Республике Германии был опубликован том официальной истории Кайзерлихмарине в Первой мировой войне — «Der Krieg zur See 1914–1918», посвящённый боевым действиям на Балтике. В нём было написано, что «умелые и осмотрительные действия кораблей охранения увенчались полным успехом, и все рудовозы достигли портов назначения». Однако эти данные не принимались во внимание в советской исторической науке, и сведения о потоплении «эскортных кораблей и рудовозов» кочевали в СССР из одной работы в другую на протяжении всей второй половины XX века.
Историк Д. Ю. Козлов писал, что многие исследователи и в XXI веке продолжали излагать в своих работах те же ошибочные сведения о результатах этой операции.

## Комментарии
1. ↑  Кроме стратегически важной железной руды Германия импортировала из Швеции древесину, целлюлозу, продукты питания, критически необходимые Германии в условиях, когда собственное сельское хозяйство оказалось не в состоянии удовлетворить потребности армии и населения; со своей стороны, Германия экспортировала в Швецию калийные удобрения, рельсы, трубы, краски, медикаменты, уголь и другие товары (Козлов Д. Ю. 2.4 Действия разнородных сил Балтийского флота на неприятельских сообщениях в кампании 1916 г // Нарушение морских коммуникаций по опыту действий Российского флота в Первой мировой войне (1914–1917). — М.: Русский фонд содействия образованию и науке, 2012. — С. 193—236. — 536 с.)
2. ↑  В 1916 году в строй вступили десять эскадренных миноносцев — «Азард», «Гавриил», «Гром», «Десна», «Изяслав», «Капитан Изыльметьев», «Лейтенант Ильин», «Летун», «Орфей» и «Самсон» — и тринадцать подводных лодок — «АГ-11», «АГ-12», «АГ-13», «АГ-14» и «АГ-15», «Волк», «Единорог», «Кугуар», «Леопард», «Львица», «Пантера», «Рысь», «Тигр». Флот пополнился тральщиками и сторожевыми кораблями. На Балтике также действовала группировка английских подводных лодок (Козлов Д. Ю. 2.4 Действия разнородных сил Балтийского флота на неприятельских сообщениях в кампании 1916 г // Нарушение морских коммуникаций по опыту действий Российского флота в Первой мировой войне (1914–1917). — М.: Русский фонд содействия образованию и науке, 2012. — С. 193—236. — 536 с.)
3. ↑  Это стало доподлинно известно с выходом в Германии в 1964 году официальной истории «Кайзерлихмарине в Первой мировой войне» — «нем. Der Krieg zur See 1914–1918» (Козлов Д. Ю. 2.4 Действия разнородных сил Балтийского флота на неприятельских сообщениях в кампании 1916 г // Нарушение морских коммуникаций по опыту действий Российского флота в Первой мировой войне (1914–1917). — М.: Рус. фонд содействия образованию и науке, 2012. — С. 193—236. — 536 с.). Первоначально русские считали, что они попали в неприятельские корабли. Колчак в донесении писал об этом так: «Первые же залпы с эскадренного миноносца „Новик“ и „Победитель“ накрыли два корабля, на которых были видны попадания, после чего обстреливаемое эскадренным миноносцем „Победитель“ судно прекратило огонь и стало тонуть, оставив облако дыма и пара» (Партала М. А. Крейсерские операции русского флота в Западной Балтике в мае–июне 1916 года. К вопросу об оценках // Санкт-Петербург и страны Северной Европы: Мат-лы XV ежегод. науч. конф. (16—17 апреля 2013 г.) С.-Петерб. центр по иссл. истории и культуры Сканд. стран и Финляндии. Каф. ист. нов. и новейш. времени Ин-та истории С.-Петерб. гос. ун-та.. — СПб.: Рус. христ. гуманит. акад, 2014. — С. 134. — ISBN 978-5-88812-628-8. Архивировано 17 января 2021 года.)